# 托雷松峰
托雷松峰（英語：Thoreson Peak），是南極洲的山峰，位於維多利亞地的斯科特海岸，處於新港南岸，海拔高度1,200米，由美國南極名稱諮詢委員命名，現時由南極條約體系管理。